# Waringstown
Waringstown (Baile an Bhairínigh in gaelico irlandese) è un villaggio dell'Irlanda del Nord, situato nella contea di Down.